# Имбамба, Жозе Мануэль
Жозе́ Мануэ́ль Имба́мба (порт. José Manuel Imbamba; род. 7 января 1965 года в Боме, провинция Мошико, Ангола) — ангольский священник и архиепископ Сауримо с 12 апреля 2011 года.

## Биография
Хосе Мануэль Имбамба был рукоположен в 1991 году. Окончил Папский Урбанианский университет в Риме в 1999 году.
Папа римский Бенедикт XVI назначил его епископом римско-католической епархии в Дундо в 2008 году. 14 декабря его освятил епископ Филомено до Насименто Виейра Диас. 12 апреля 2011 года его назначили первым архиепископом Сауримо.